# Liste der Naturdenkmale in Schönau im Schwarzwald
| Naturdenkmale | Anzahl |
| ------------- | ------ |
| FND           | 5      |
| END           | 5      |
| Gesamt        | 10     |

Die Liste der Naturdenkmale in Schönau im Schwarzwald nennt die verordneten Naturdenkmale (ND) der im baden-württembergischen Landkreis Lörrach liegenden Stadt Schönau im Schwarzwald.
In Schönau im Schwarzwald gibt es mit Stand vom 1. November 2016 insgesamt zehn als Naturdenkmal geschützte Objekte, davon fünf flächenhafte Naturdenkmale (FND) und fünf Einzelgebilde-Naturdenkmale (END).

## Flächenhafte Naturdenkmale (FND)
| Name                     | Bild | Kennung     | Einzelheiten           | Position | Fläche Hektar | Datum         |
| ------------------------ | ---- | ----------- | ---------------------- | -------- | ------------- | ------------- |
| Eisloch                  | BW   | 83360790005 | Schönau im Schwarzwald | ⊙        | 0,0           | 13. Juli 1987 |
| Gletscherfindling        | BW   | 83360790003 | Schönau im Schwarzwald | ⊙        | 0,1           | 13. Juli 1987 |
| Gletscherschliff         |      | 83360790004 | Schönau im Schwarzwald | ???      | 0,0           | 13. Juli 1987 |
| Gletscherschliff         |      | 83360790006 | Schönau im Schwarzwald | ???      | 0,0           | 13. Juli 1987 |
| Weiher                   | BW   | 83360790008 | Schönau im Schwarzwald | ⊙        | 0,1           | 13. Juli 1987 |
| Legende für Naturdenkmal |      |             |                        |          |               |               |

## Einzelgebilde (END)
| Name                             | Bild | Kennung     | Einzelheiten | Position | Fläche Hektar | Datum         |
| -------------------------------- | ---- | ----------- | --- | -------- | ------------- | ------------- |
| 1 Eiche, Eggenrütte FlSt: 535/9  | BW   | 83360790007 | Schönau im Schwarzwald | ⊙        | 0,0           | 13. Juli 1987 |
| 1 Eiche Schützenweg 8            | BW   | 83360790010 | Schönau im Schwarzwald | ⊙        | 0,0           | 6. Juni 2003  |
| 1 Linde, Gerichtslinde Ortsetter | BW   | 83360790001 | Schönau im Schwarzwald Die alte Gerichtslinde, eine unauffällige Sommerlinde mit etagenförmig angeordneten Ästen, steht in der Talstraße am ehemaligen Gerichtsplatz neben der Kirche. Ihr Alter wird mit ca. 400 Jahren angegeben. Laut angebrachtem Schild wurde unter ihr am 18. Oktober 1737 das letzte Todesurteil verhängt | ⊙        | 0,0           | 13. Juli 1987 |
| 1 Linde Kirchbühlstr. 14         | BW   | 83360790014 | Schönau im Schwarzwald | ⊙        | 0,0           | 6. Juni 2003  |
| 3 Douglasien Buchenbrändle       | BW   | 83360790002 | Schönau im Schwarzwald | ⊙        | 0,0           | 13. Juli 1987 |
| Legende für Naturdenkmal         |      |             | |          |               |               |